# Pseudochordodes dugesi
Pseudochordodes dugesi är en tagelmaskart som först beskrevs av Lorenzo Camerano 1898.  Pseudochordodes dugesi ingår i släktet Pseudochordodes och familjen Chordodidae. Inga underarter finns listade i Catalogue of Life.